# Drasteriodes leuconephra
Drasteriodes leuconephra är en fjärilsart som beskrevs av Brandt 1938. Drasteriodes leuconephra ingår i släktet Drasteriodes och familjen nattflyn. Inga underarter finns listade i Catalogue of Life.